# Apteryoperla lakiula
Apteryoperla lakiula är en bäcksländeart som beskrevs av Mclellan 2003. Apteryoperla lakiula ingår i släktet Apteryoperla och familjen Gripopterygidae. Inga underarter finns listade i Catalogue of Life.